# Klínovecká hornatina
Klínovecká hornatina je geomorfologický podcelek v západní části Krušných hor v okresech Sokolov, Karlovy Vary a okrajově také v okrese Cheb v Karlovarském kraji a v okrese Chomutov v Ústeckém kraji. Nejvyšším vrcholem je Klínovec s nadmořskou výškou 1244 m a nejnižší bod (360 m n. m.) se nachází na svahu údolí Ohře u Perštejna.

## Poloha a sídla
Na severní straně je oblast administrativně vymezena státní hranicí s Německem. Na východě zasahuje až k Perštejnu, u kterého se hranice stáčí k jihovýchodu a přibližně ji vymezují města Hroznětín, Nová Role a Habartov. Na západě zasahuje téměř až k Lubům. Většími sídly uvnitř regionu jsou Oloví, Kraslice, Rotava, Nejdek, Jáchymov a Boží Dar.

## Charakter území
Klínoveckou hornatinu tvoří horniny krušnohorského krystalinika (ortorula, pararula, svor, fylit) a variské granity a granodiority, které jsou místy překryté třetihorními lávovými příkrovy (např. Božídarský Špičák). Oblast má převážně plochý povrch ukloněný k severozápadu. Na jihovýchodě klesá strmými svahy do Sokolovské pánve. Reliéf narušují údolí vodních toků (např. říčky Černé), která jsou v pramenných oblastech mělká, ale postupně se prohlubují.

## Geomorfologické členění
Podcelek má podle členění Jaromíra Demka označení IIIA-2A a náleží do geomorfologického celku Krušné hory. Dále se člení na okrsky (od jihozápadu k severovýchodu): Krajkovská pahorkatina, Jindřichovická vrchovina, Přebuzská hornatina a Jáchymovská hornatina. Podrobné dělení včetně podokrsků je uvedené v tabulce.
| Geomorfologické členění Krušných hor                                                 | Geomorfologické členění Krušných hor | Geomorfologické členění Krušných hor |
| ------------------------------------------------------------------------------------ | ------------------------------------ | --- |
| ČESKÁ VYSOČINA • Krušnohorská subprovincie • Krušnohorská hornatina                  |                                      | |
| KLÍNOVECKÁ HORNATINA                                                                 | Přebuzská hornatina                  | Rolavská vrchovina (Jeřábí vrch, 965 m) Kraslická hornatina (Špičák, 995 m) Hamerská hornatina (Tisovský vrch, 977 m) Zaječická hornatina (Zaječí vrch, 1009 m)                                |
| KLÍNOVECKÁ HORNATINA                                                                 | Jáchymovská hornatina                | Božídarská hornatina (Tetřeví hora, 1007 m) Abertamská hornatina (Božídarský Špičák, 1116 m) Vykmanovská hornatina (Klínovec, 1244 m) Českohamerská hornatina (Hájský kopec, 989 m)            |
| KLÍNOVECKÁ HORNATINA                                                                 | Jindřichovická vrchovina             | Bublavská vrchovina (Počátecký vrch, 819 m) Olovská vrchovina (Vysoká Jedle, 735 m) Nejdecká vrchovina (Jedlovník, 720 m)                                                                      |
| KLÍNOVECKÁ HORNATINA                                                                 | Krajkovská pahorkatina               | nečlení se (K Rozhledně, 625 m) |
| LOUČENSKÁ HORNATINA                                                                  | Přísečnická hornatina                | Vejprtská vrchovina (Velký Špičák, 965 m) Jelenohorská vrchovina (Jelení hora, 993 m) Přísečnická kotlina (835 m) Měděnecká hornatina (Mědník, 910 m) Novodomská hornatina (bezejmenný, 852 m) |
| LOUČENSKÁ HORNATINA                                                                  | Rudolická hornatina                  | Načetínská vrchovina (Čihadlo, 842 m) Brandovská vrchovina (Kamenný vrch, 842 m) Mezihořská hornatina (Medvědí skála, 923 m)                                                                   |
| LOUČENSKÁ HORNATINA                                                                  | Novoveská hornatina                  | nečlení se (Mračný vrch, 852 m) |
| LOUČENSKÁ HORNATINA                                                                  | Flájská hornatina                    | Moldavská vrchovina (Jestřabí vrch, 878 m) Mezibořská hornatina (Loučná, 956 m) Novoměstská hornatina (Vlčí hora, 892 m)                                                                       |
| LOUČENSKÁ HORNATINA                                                                  | Cínovecká hornatina                  | nečlení se (Pramenáč, 910 m) |
| LOUČENSKÁ HORNATINA                                                                  | Nakléřovská hornatina                | Telnická hornatina (Rudný vrch, 796 m) Petrovická vrchovina (Špičák, 723 m) |
| LOUČENSKÁ HORNATINA                                                                  | Bolebořská vrchovina                 | Místecká vrchovina (Pavlovský Špičák, 695 m) Březenecká vrchovina (Jedlina, 677 m) |
| PROVINCIE • Subprovincie • Oblast / Celek / PODCELEK • Okrsek • Podokrsek • (vrchol) |                                      | |

## Vrcholy
- Klínovec (1244 m)
- Božídarský Špičák (1116 m)
- Macecha (1114 m)
- Meluzína (1097 m)
- Blatenský vrch (1043 m)
- Plešivec (1029 m)
- Zaječí vrch (1009 m)
- Vysoká seč (1006 m)
- Tisovský vrch (977)
- Olověný vrch (802 m)